# 流源乡
流源乡，是中华人民共和国湖南省郴州市桂东县下辖的一个乡镇级行政单位。

## 行政区划
流源乡下辖以下地区：
流源村、砂坑村、上坪村、桃坪村和芳村。